# Gālesh Gācheh
Gālesh Gācheh är en ort i Iran.   Den ligger i provinsen Gilan, i den nordvästra delen av landet, 250 km nordväst om huvudstaden Teheran. Antalet invånare är 159.
Terrängen runt Gālesh Gācheh är mycket platt. Runt Gālesh Gācheh är det tätbefolkat, med 659 invånare per kvadratkilometer. Närmaste större samhälle är Rasht, 9,7 km sydost om Gālesh Gācheh. Trakten runt Gālesh Gācheh består i huvudsak av gräsmarker.